# Fruto do mar

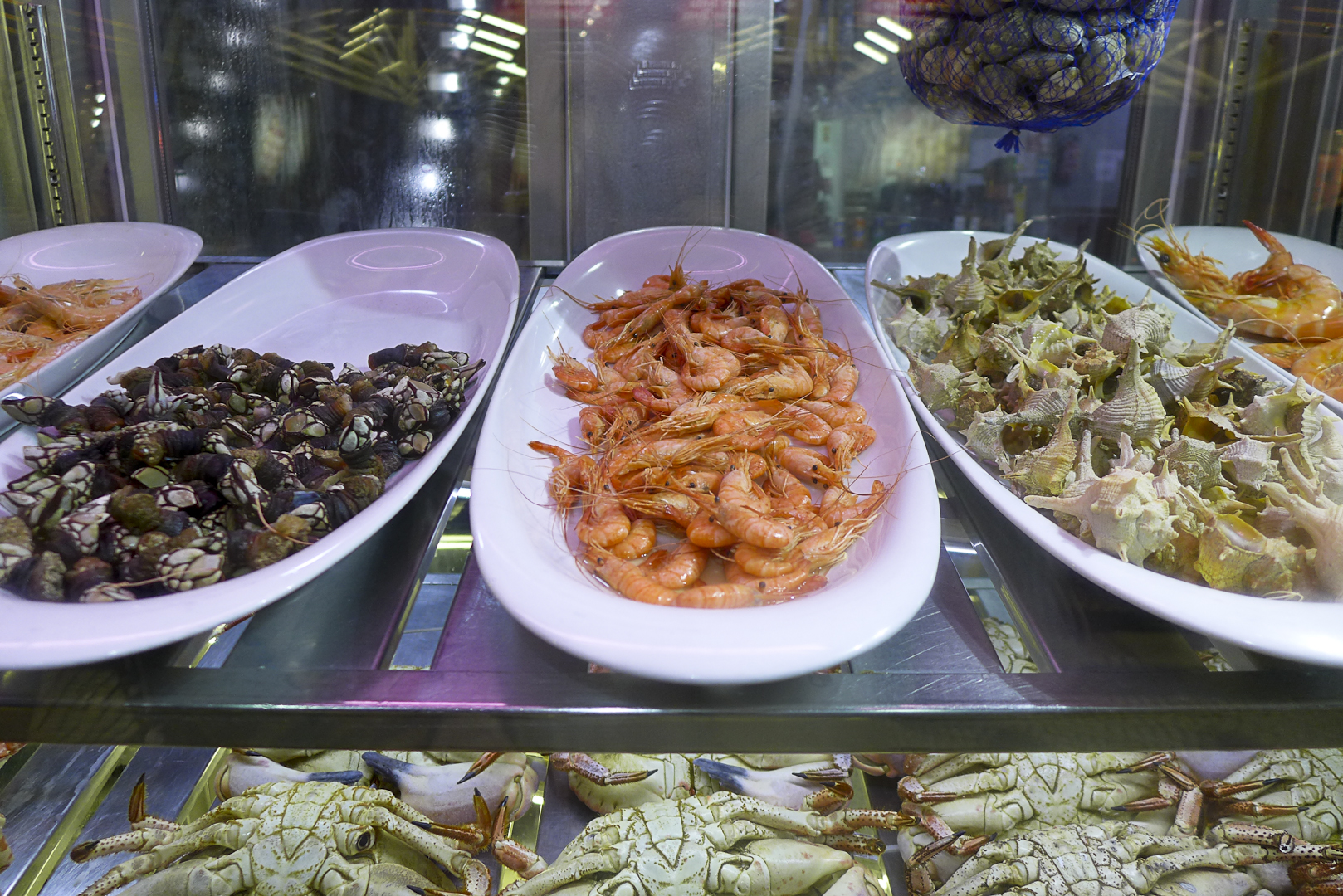
Marisco cru à venda para consumo culinário: (de cima para baixo, da esquerda para a direita) percebes, camarões, búzios, e caranguejolas.

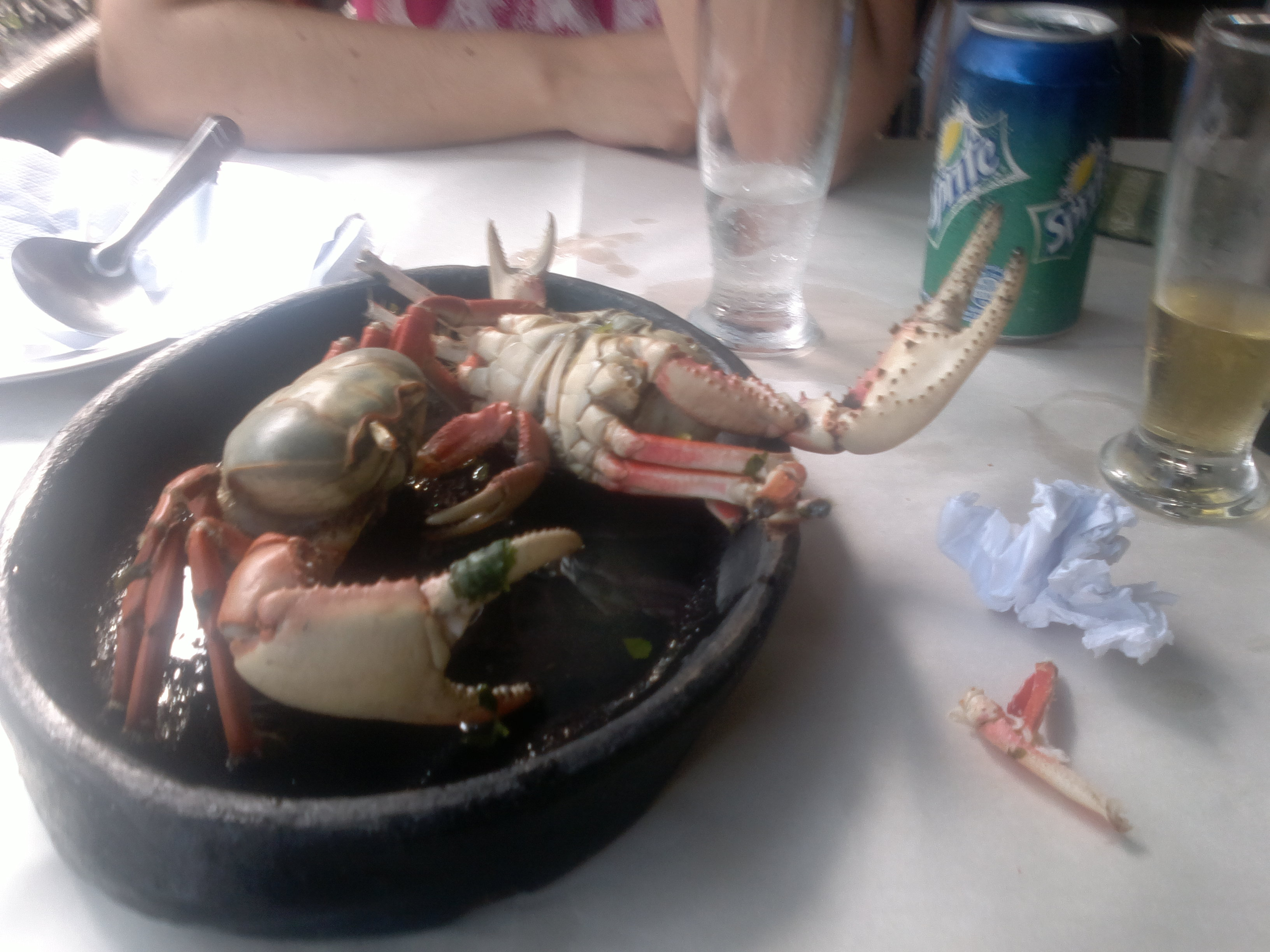
Caranguejo Cozido

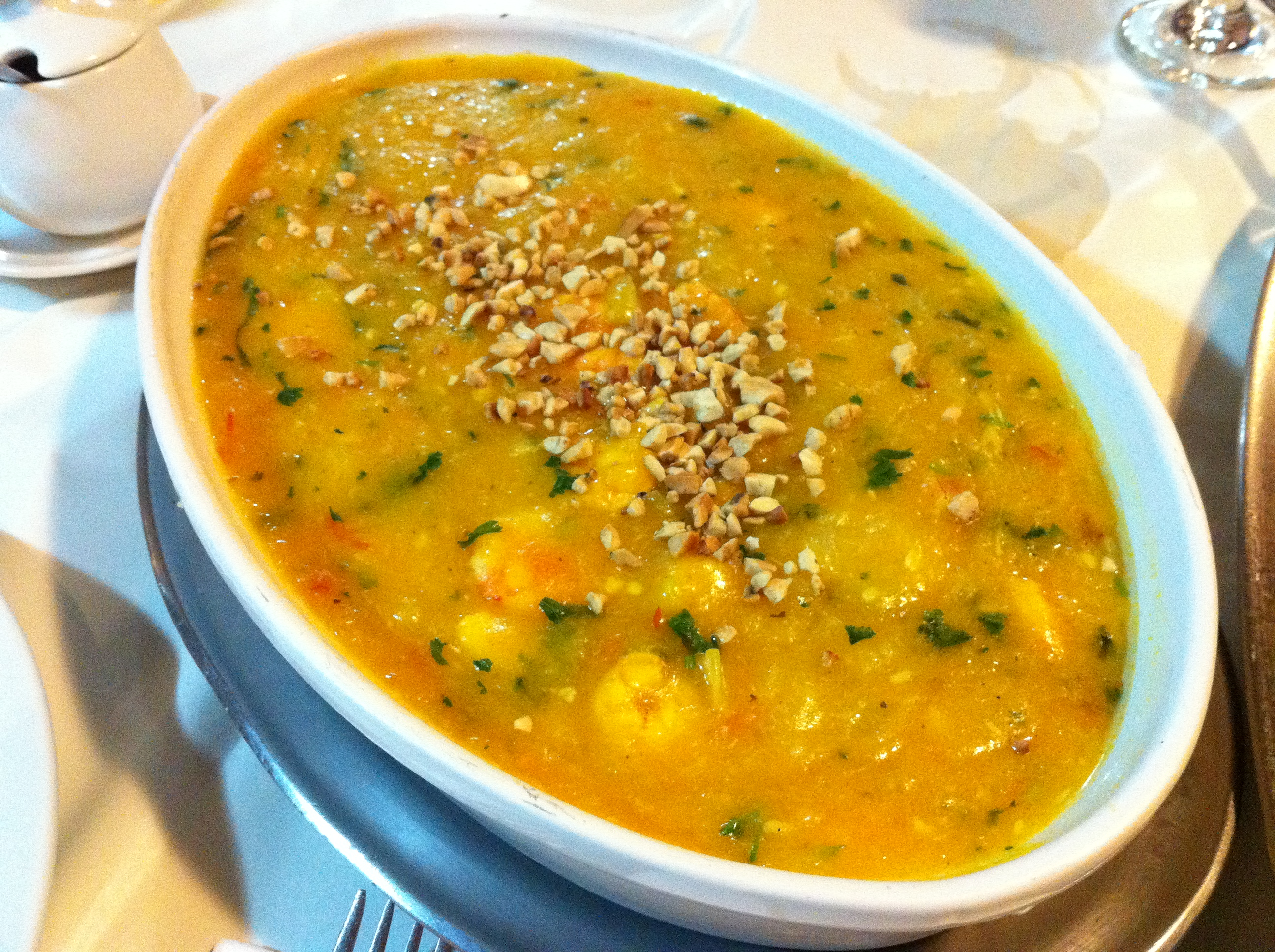
Bobó de Camarão

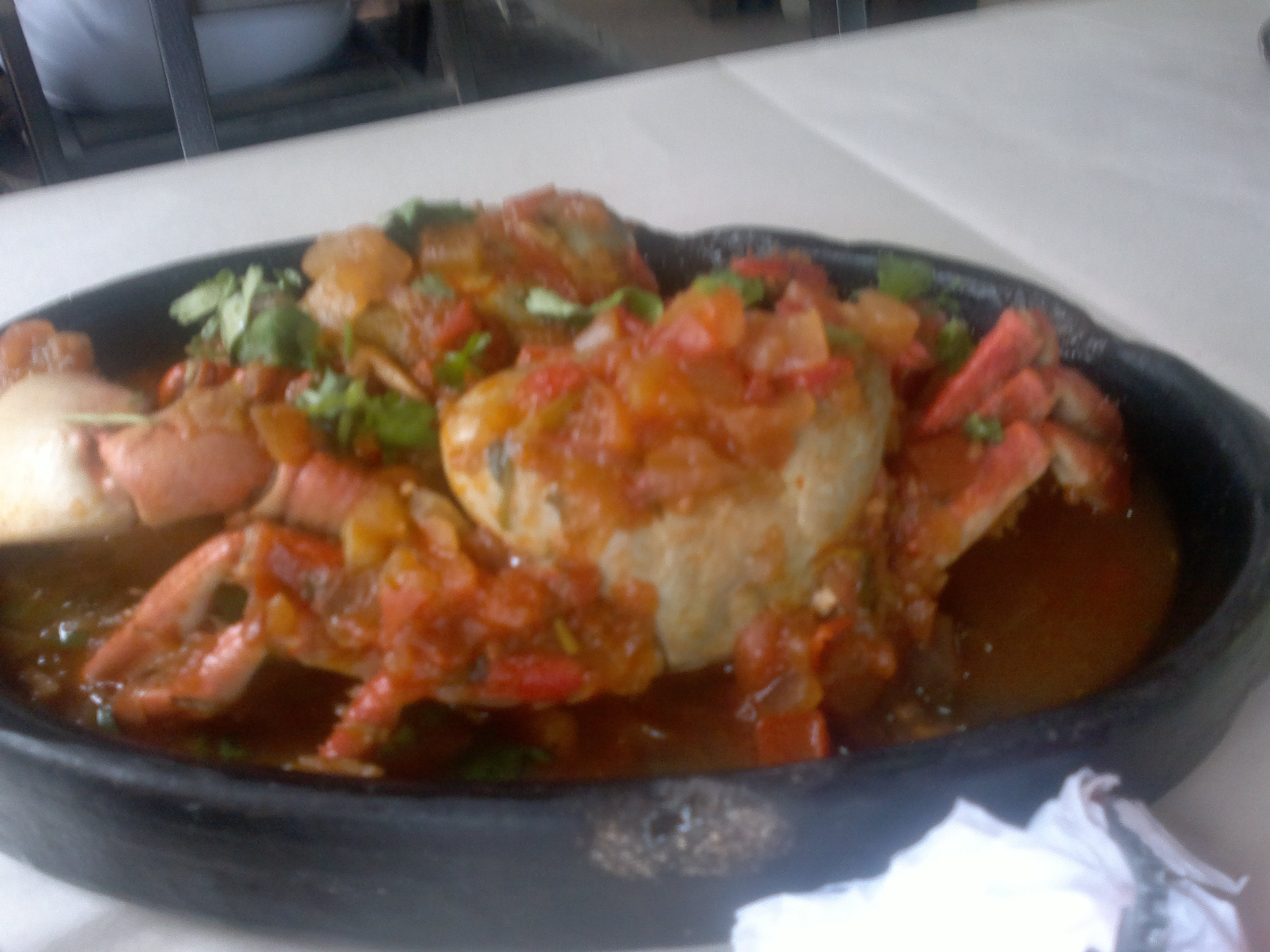
Caranguejo Cozido com molho de Tomate, Pimentão e Coentros

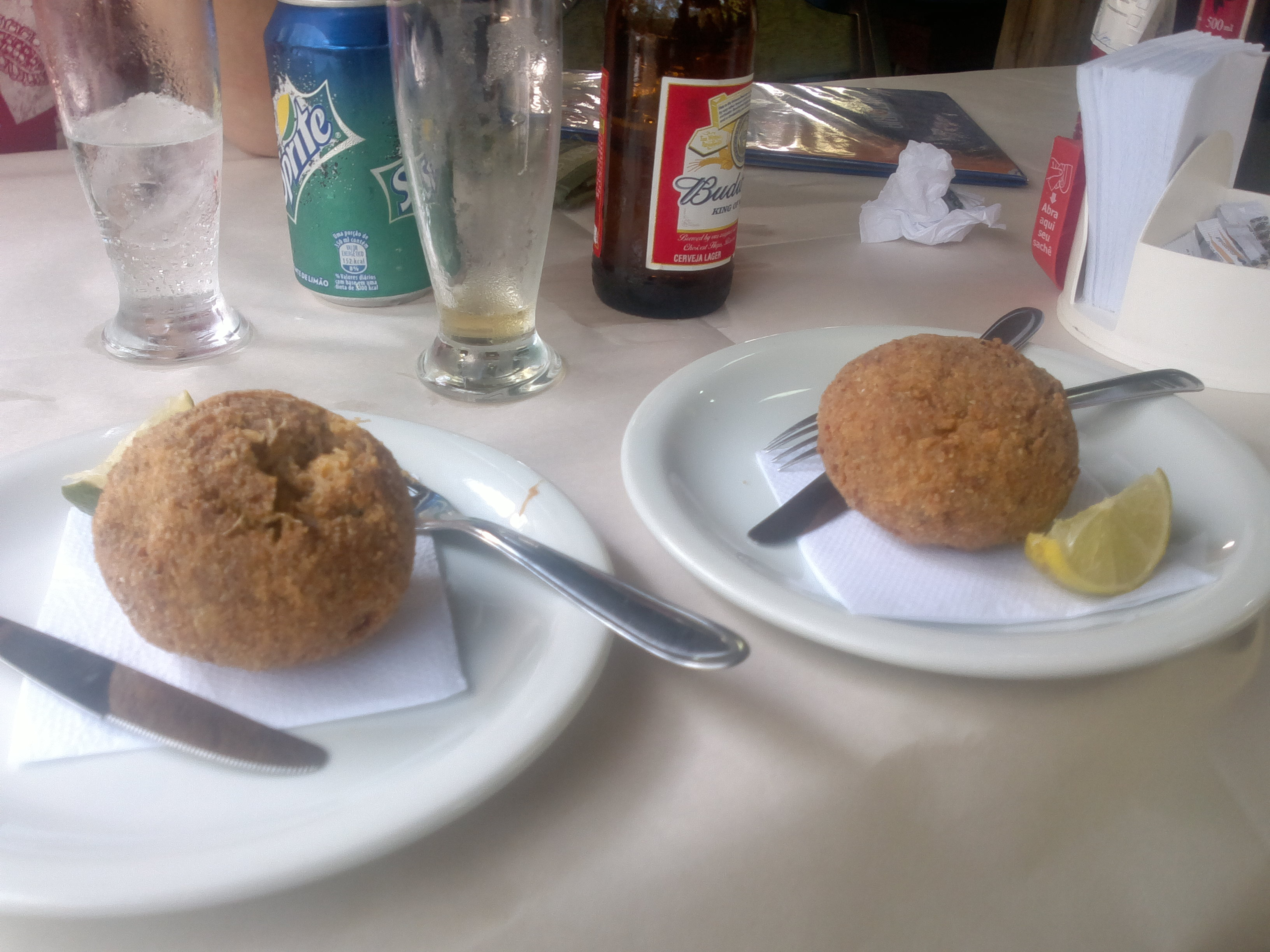
Casquinha de Siri.

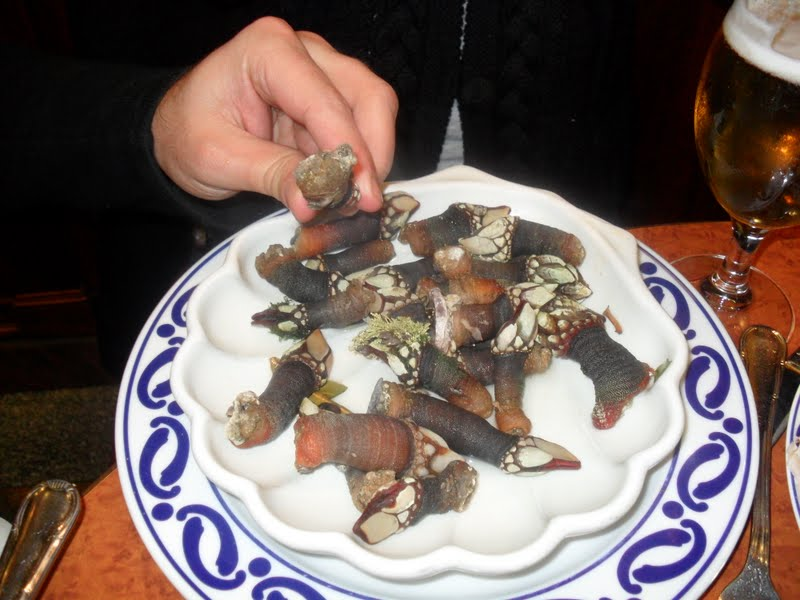
Percebes

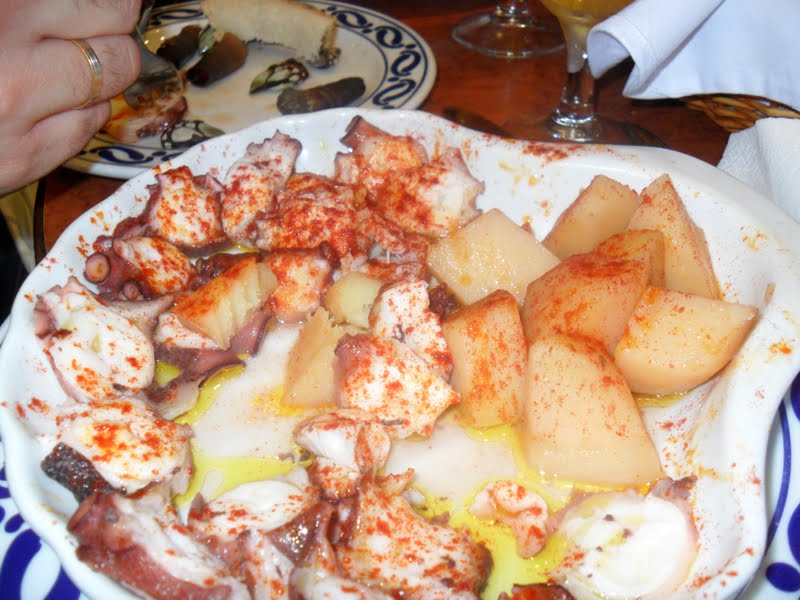
Polvo à Galega

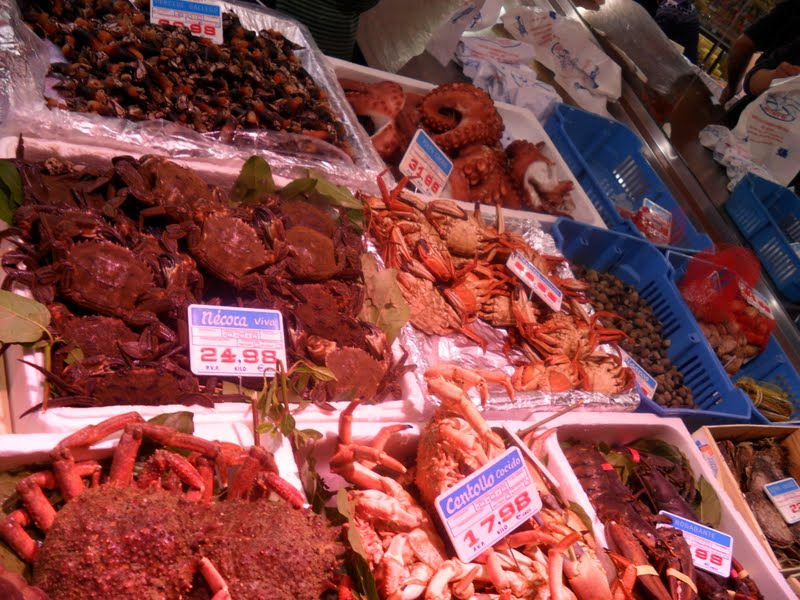
Frutos do Mar no mercado central de Madrid

Na culinária, frutos do mar ou marisco são animais, que geralmente possuem uma concha ou carapaça, como os crustáceos e moluscos, extraídos do mar ou de água doce, usados na alimentação humana.
O peixe e os mariscos são apreciados em todo o mundo e fornecem importantes nutrientes, incluindo proteínas, vitaminas e minerais. No entanto, é necessário ter cuidado quando se compram estes ingredientes, uma vez que são perecíveis. As características organolépticas (as que são visíveis ao olho nu) são normalmente suficientes, tais como a firmeza da carne, as brânquias (em peixes inteiros) devem ser vermelhas e brilhantes, o cheiro deve ser o do pescado fresco.

## Algumas receitas de mariscos

### América do Norte

#### Costa atlântica
O nordeste dos Estados Unidos e costa leste do Canadá, incluindo a Terra Nova, são importantes zonas pesqueiras, capturando grandes quantidades de bacalhau e de mariscos, como o lavagante (“lobster”)  e várias espécies de moluscos, que são ingredientes de várias preparações tradicionais, como os chowders (sopas de peixe e mariscos) da Nova Inglaterra.
A sul da baía de Chesapeake, o marisco mais popular é o caranguejo-azul (“blue crab”) que, naquela baía, constitui a pescaria mais lucrativa. Outros mariscos abundantes e populares incluem as ostras, não só na costa leste, mas também no golfo do México e na América Central. Nesta região, a culinária dominante é a “sulista”, em que o peixe e os mariscos são principalmente fritos, depois de passados por farinha, ou num polme, embora continuem a aparecer algumas receitas locais de chowder.

#### Culinária cajun
Os cajun da Louisiana são tradicionalmente pescadores e agricultores, pelo que o peixe e os mariscos são importantes na sua dieta. Entre os mariscos dominam o caranguejo-azul, o camarão e a ostra, enquanto que o vermelhão (“red snapper”, Lutjanus campechanus), o “redfish” ou “red drum” (Sciaenops ocellatus, uma espécie de corvina, mais importante na pesca recreativa), a solha (“flounder”) e o “pompano” (xareu) são as espécies de peixe mais importantes. Entre os produtos de água doce, figuram em primeiro lugar o “crawfish” (lagostim, da espécie Procambarus clarkii), cultivado artesanalmente em campos alagados depois da colheita do arroz, e o peixe-gato (“catfish”, Ictalurus punctatus) também produzido em grandes quantidades em tanques, para além de várias outras espécies de peixes.
Exemplos do uso de mariscos na culinária cajun/crioula incluem o gumbo, uma espécie de sopa ou guisado com muitos ingredientes, onde os mariscos são frequentes, a jambalaya (uma espécie de “paella”), o “crawfish boil” (cozido de lagostim, embora se faça também com camarão), a fritada de peixe ("fish fry", tal como o “seafood boil”, uma comida para grandes grupos de convivas) e o ”Cajun popcorn” (camarão ou crawfish frito e temperado com “cajun spice mix”) 

#### Culinária da costa do Pacífico
O nordeste do Pacífico, desde o Alaska até à California, é rico em peixes e mariscos. Podia dizer-se que o rei desta fauna – e da respetiva culinária – é o salmão, aliás, qualquer das cinco espécies de salmão pescadas nesta região, uma das quais é conhecida como “king salmon” (salmão-rei). No entanto, estas águas são também “reinos” duma espécie de caranguejo-real, o Paralithodes camtschaticus, que atinge 1,8 m de tamanho (com as pernas esticadas), e uma espécie de halibute, que também atinge tamanhos “reais”.
Abaixo uma listagem dos principais tipos de peixes e mariscos da costa ocidental da América do Norte, sempre que possível com indicação de alguns modos de preparar.
- Salmão do Pacífico – todas as espécies pertencem ao género Oncorhynchus, que inclui ainda algumas espécies de truta e, ao contrário do salmão do Atlântico, todas estas espécies são obtidas de populações naturais e não de aquacultura.[11] O salmão-rei é o que atinge maior tamanho (até 60 kg) e é muitas vezes considerado o mais gostoso; o salmão-vermelho, que atinge 4 kg na altura da desova; o salmão-prateado atinge 6 kg; o salmão-rosado é a espécie mais comum, tem uma carne clara e um sabor menos pronunciado que as outras, pode encontrar-se enlatado, fumado, mas também fresco ou congelado; e o salmão-cão, assim chamado por causa dos dentes, atinge 4 kg e tem uma carne de cor clara e menos gorda que as outras espécies; é principalmente exportado, congelado ou enlatado.

Tal como para os indígenas do norte da Europa, o salmão tem uma grande importância para os povos nativos dos Estados Unidos e do Canadá, principalmente para os grupos do noroeste da América do Norte; eles consideram-nos fonte de vida e tradicionalmente juntam-se ao longo do rio Columbia e outros, durante as épocas de desova do salmão, para os capturarem. A parte que eles não conseguem comer fresco, secam ao ar livre.
O salmão fresco pode ser assado no forno, ou servido em filetes ou postas grelhadas ou cozidas em vinho ou outros líquidos, sem exagerar nos condimentos.
- Alabote ou “linguado gigante” - Paralichthys californicus, que pode chegar a 30 kg, mas normalmente é pescado com 2–6 kg, ou o (alabote-do-pacífico) que pode ultrapassar os 200 kg; normalmente vendidos em filetes, são fritos em polme, grelhados, cozidos no vapor, ou fritos na chapa ou na frigideira com pouca gordura, o equivalente ao linguado meunière dos franceses.[13]
- O peixe-carvão-do-pacífico (Anaplopoma fimbria, conhecido como "sablefish", "coalfish" ou "black cod", em inglês) é uma espécie endémica do norte do Pacífico e pescada principalmente a partir do Alaska e Canadá; tem uma grande quantidade de gordura e, por isso, é principalmente fumado, mas também é muito apreciado como sushi, grelhado, frito na própria gordura ou numa pequena quantidade de azeite.[14]
- Os pargos-da-praia (Embiotocidae ou “surfperches” em inglês) são peixes relativamente pequenos (o maior atinge 45 cm ou 2 kg), endémicos do norte do Pacífico, e normalmente pescados à linha a partir da costa. São principalmente grelhados, fritos ou cozinhados no vapor, de acordo com a culinária da Ásia.[15]
- Atherinopsis californiensis (“jacksmelt”, em inglês) é um peixe endémico da costa ocidental dos Estados Unidos e México, entre Oregon e Baja California; é pescado principalmente à linha, a partir de molhes e docas, e é muito apreciado; o tamanho médio de captura é de cerca de 40 cm; a sua carne tem uma grande quantidade de gordura, pelo que são principalmente fumados, mas também pode ser recheado com ervas e cogumelos, envolvido em folhas e assado na brasa, ou preparado em escabeche.[16]
- A corvinata-branca (Atractoscion nobilis, ou "Pacific white seabass", em inglês) é uma espécie de peixe endémico da costa ocidental dos Estados Unidos e México, popular na pesca recreativa e que atinge grande tamanho; também é popular na culinária daquela região, com uma carne firme e de sabor agradável; é normalmente assada lentamente na brasa ou numa frigideira.[17]
- Existem ainda outras espécies de peixes mais pequenos e menos abundantes, mas igualmente apreciados como itens culinários, como os linguados-da-praia (“sanddabs”), ou os “rockfishes”, uma grande variedade de peixes da família Scorpaenidae.[18] Os bacalhaus do Pacífico, nomeadamente o Gadus macrocephalus (“Pacific cod”) e o Theragra chalcogramma (“Alaskan pollock”) estão a substituir no mercado as espécies afins do Atlântico, cujas populações decresceram muito; estas duas espécies do Pacífico norte são alvo de pescarias bem geridas, mas não têm a mesma qualidade gastronómica que os “parentes” do Atlântico, sendo utilizadas principalmente para fazer pastelinhos de peixe (“fishsticks” e “fishcakes”) para fritar, e para transformar em surimi (uma pasta de peixe de origem japonesa, utilizada para produzir, por exemplo as “delícias do mar” ou imitação de carne de caranguejo).[19]
- A vieira-gigante-do-alaska (Patinopecten caurinus ou “weathervane scallop”, em inglês) é a maior espécie conhecida de vieira, atingindo a casca mais de 20 cm de diâmetro;[20] no entanto, existem outras duas espécies de vieiras mais pequenas no Alaska, capturadas por uma pequena frota de arrasto, e populares na culinária local, entre as quais várias receitas de vieira feitas no forno, algumas na própria concha, outras enroladas em fatias de bacon ou de salmão, em espetadas, em ceviche, ou em sopas, como o tradicional chowder.[21]
- Existem várias espécies de caranguejos na costa ocidental da América do Norte que são populares como mariscos. O caranguejo-real-vermelho (Paralithodes camtschaticus ou “red king crab”, em inglês), o azul, Paralithodes platypus, e o dourado, Lithodes aequispinus, são endémicos do Pacífico norte; embora as duas últimas espécies sejam mais pequenas que o vermelho, todos são pescados a partir do Alaska e importantes produtos na culinária local.[22] O Dungeness crab (do nome dum porto pesqueiro no estado de Washington), conhecido em português como “sapateira-do-pacífico”, com o nome científico Metacarcinus magister, é também um caranguejo grande, atingindo um tamanho de 20 cm de largura da carapaça, muito popular na região.[23] Outras espécies mais pequenas e menos abundantes nesta região são os “rock crabs”: o “red rock crab” (Cancer productus), os “box crabs” (Lopholithodes foraminatus) e o “king crab” (Lopholithodes mandtii), e ainda os “shore crabs” (Hemigrapsus sp.).[24] Para além de poderem ser servidos “ao natural”, a carne destes crustáceos depois de cozidos pode ser usada em inúmeras confeções culinárias; uma receita famosa é o cioppino, ou sopa de peixe da Califórnia, aparentemente iniciada pelos pescadores italianos que ali se instalaram.[25]

### Brasil
O Brasil, com a sua grande costa marítima e enorme rede de águas interiores, tem uma grande variedade de pratos de peixe e mariscos. Abaixo, algumas preparações ou ingredientes típicos, com ligações para grande número de receitas:
- Vatapá – é um prato típico da culinária da Bahia; também é frequente no Amazonas, onde sofre alterações nos ingredientes; o seu preparo pode incluir pão molhado ou farinha de rosca, fubá, gengibre, pimenta-malagueta, amendoim, castanha de caju, leite de coco, azeite-de-dendê, cebola e tomate; além disso, leva camarões frescos inteiros, ou secos e moídos, peixe, bacalhau ou carne de frango, acompanhados de arroz.[26]
- Acarajé – é outro prato típico da Bahia e faz parte da comida ritual do candomblé; é uma massa de feijão-fradinho, cebola e sal, frita em azeite-de-dendê; pode ser servido com pimenta, camarão seco, vatapá ou caruru .
- Moqueca – é um guisado ou uma caldeirada de peixe e outros frutos do mar cozinhado em azeite com vários condimentos;[27] na Bahia, a moqueca é engrossada com leite-de-coco;[28]
- Bobó – é mais um prato típico da Bahia, feito à base de caldo de aipim; pode levar camarão ou bacalhau (ou outros ingredientes), mas as diferentes variantes de bobó de camarão são as mais populares.[29]
- Abará – é um prato típico da Bahia e, como o acarajé, também faz parte da comida ritual do candomblé; os ingredientes são idênticos, mas o abará é cozido em banho-maria, dentro de folhas de bananeira.[30]
- Caruru – é igulmente um prato típico da Bahia, também parte da comida ritual do candomblé; é um guisado de quiabo, camarão seco, castanha de caju e amendoim moídos, refogado em azeite de dendê com cebola, alho e outros condimentos.[31]
- Camarão na moranga – para além das receitas mais tradicionais com camarão, a preparação do crustáceo dentro da abóbora-moranga com requeijão cremoso é popular no Brasil.
- Siri – este é o nome dado no Brasil aos caranguejos-nadadores ou pelágicos, principalmente os do gênero Callinectes, muito apreciados na culinária litorânea; o prato principal, com inúmeras variantes é a casquinha de siri, em que se recheia a carapaça com uma preparação feita com a carne do caranguejo; podem ser fritas ou assadas no forno; outras receitas incluem o arroz de siri, bobó de siri, “muqueca” de siri, fritada de siri, sopa de siri e até pratos de “siri-fingido”, ou seja preparados com repolho ou polpa de caju.[32]
- Sururu – Mytella charruana é um molusco bivalve, da família do mexilhão, presente na costa do nordeste do Brasil e popular na culinária dessa região;[33] muitas vezes cozinhado com leite-de-coco e dendê ou azeite,[34] como caldo de sururu,[35] servido em vinagrete,[36] ou em fritada.[37]
- Fritada de bacalhau – esta é outra preparação que, sem se poder considerar tradicional, é popular no Brasil, como muitos outros pratos com bacalhau; tal como a fritada de sururu, esta preparação é feita no forno, com ovos, como a frittata italiana.
- Piraíba - O Brachyplathystoma filamentosum é um peixe de água doce da família dos grandes bagres, da região amazônica da América do Sul, podendo atingir até 2,50 metros de comprimento e 300 quilogramas de peso; é de grande importância comercial, possuindo carne muito apreciada na culinária brasileira.[38]
- Tucunaré – são peixes de água doce do gênero Cichla, muito populares na pesca recreativa e na culinária do Brasil.[39]
- Pirarucu – o Arapaima gigas é um dos maiores peixes de água doce do Brasil; o bolinho de pirarucu é uma receita bem brasileira, que não se pode comparar com o tradicional bolinho de bacalhau português, apesar de ser feito com peixe seco, dessalgado e desfiado; o peixe é refogado, assim como um puré de macaxeira, com que se fazem bolinhos, se recheiam com o peixe e se fritam.[40]
- Surubim ou surubi – é o nome vulgar dum grupo de peixes-gato de água doce da América do Sul; a sua carne é muito apreciada, tendo várias receitas, entre as quais uma moqueca.[41]
- Tambaqui – o Colossoma macropomum é outro peixe de grandes dimensões das bacias do Amazonas e do Orinoco;[42] o caldo de tambaqui é uma comida típica do norte, em que se assa o peixe no forno e depois se desfia e se cozinha com um refogado e tucupi.[43]

### Portugal
A culinária de Portugal é rica em pratos de peixe e mariscos, apesar do país não estar entre os principais produtores: os portugueses consomem cerca de 60 kg de peixe por pessoa e por ano, o recorde da Europa, e estão em quarto lugar no consumo de peixe no mundo.
A pesca longínqua do bacalhau pelos portugueses está documentada a partir do século XIV, pelo que não é estranho que este produto seja um dos principais da gastronomia portuguesa, a começar pelo tradicional cozido da consoada de Natal. No entanto, apesar de vários pratos com bacalhau serem finalistas ou concorrentes na votação das 7 Maravilhas da Gastronomia, incluindo o pastel de bacalhau, o bacalhau à Braz, o bacalhau à Gomes de Sá e o bacalhau à Zé do Pipo, nenhum deles foi vencedor; nos pratos de peixe, o vencedor foi a sardinha assada e nos mariscos, o arroz de marisco. Outras receitas típicas de bacalhau incluem as pataniscas, bacalhau à lagareiro, bacalhau à minhota, bacalhau assado com batatas a murro e até uma sopa de bacalhau dos campinos. De referir que, em Portugal e no Brasil, os pratos de bacalhau são tradicionalmente preparados com bacalhau seco e salgado, demolhado antes de cozinhar ou de servir numa salada (“bacalhau cru”), enquanto que no norte da Europa e na América do Norte se consome bacalhau fresco e curado de várias maneiras.
Outros pratos típicos de mariscos  incluem as amêijoas à Bulhão Pato, rissois de camarão, a açorda de mariscos, a sapateira, a santola, a lagosta, os percebes, as lapas e as cracas, mexilhões e ostras, lulas, chocos e polvo; algumas receitas em que os mariscos podem ser cozinhados em conjunto com carne incluem várias preparações na cataplana, a carne de porco à alentejana e o xarém com conquilhas. Alguns destes pratos foram concorrentes ou finalistas do concurso das 7 Maravilhas da Gastronomia.
Para além do bacalhau e da sardinha, concorreram para serem incluídos nas 7 Maravilhas da Gastronomia, outros pratos de peixe, incluindo pratos de atum, a sopa de cação, a lampreia e o sável. Outros pratos típicos ou espécies de peixe populares incluem a caldeirada, o arroz de tamboril, carapau, pescada, garoupa, cherne e outras espécies. As preparações incluem pratos de peixe cozido, guisado, com arroz, massadas, grelhados, assados no forno, em escabeche e outras..